# Scott Caan

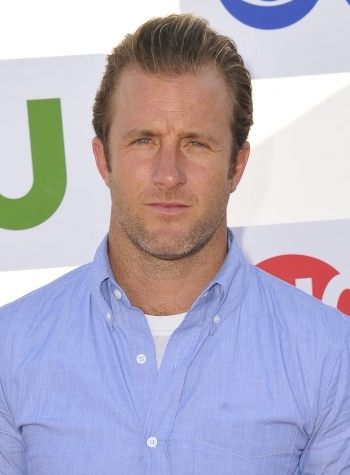
Scott Caan (2016)

Scott Andrew Caan (* 23. August 1976 in Los Angeles, Kalifornien) ist ein US-amerikanischer Schauspieler.

## Leben
Scott Caan ist der Sohn des Schauspielers James Caan (1940–2022) und von Sheila Ryan, einem ehemaligen Model und Schauspielerin. Seine Großeltern väterlicherseits waren jüdische Emigranten aus Deutschland. Seine Eltern ließen sich ein Jahr nach seiner Geburt scheiden. Er hat vier Halbgeschwister aus einer weiteren Ehe und früheren Beziehungen seines Vaters.
Im Juli 2014 wurden Caan und seine Lebensgefährtin Eltern einer Tochter.
Caan arbeitete als Roadie für Bands wie Cypress Hill und House of Pain und war Mitglied der Hip-Hop-Band The Whooliganz zusammen mit Mudfoot (bürgerlicher Name: Alan Maman – inzwischen bekannt als der Produzent The Alchemist).

### Karriere
Caan begann mit der Schauspielerei in den späten 1990er Jahren, in denen er vor allem in Independent- und Low-Budget-Filmen mitspielte. Seinen ersten Auftritt in einem bekannteren Film hatte er 1998 in Der Staatsfeind Nr. 1, in dem er einen NSA-Agenten verkörperte. Danach trat er in einer Reihe von Filmen auf, so etwa in Ready to Rumble und in American Outlaws, in dem er mit Colin Farrell zusammen spielte.
2003 gab Caan mit der Filmkomödie Dallas 362 sein Regiedebüt. Er schrieb auch das Drehbuch und übernahm die Hauptrolle. Der Film gewann im selben Jahr beim CineVegas International Film Festival den Kritikerpreis. Eine weitere Regiearbeit lieferte Caan 2006 mit der Komödie The Dog Problem ab, in der er ebenfalls wieder mitwirkte. Für das Liebesdrama Mercy schrieb er 2009 das Drehbuch und übernahm die männliche Hauptrolle. James Caan war in dem Film in einer Nebenrolle als sein Vater zu sehen.
Neben Low-Budget-Filmen spielte Caan auch in Großproduktionen wie Der Staatsfeind Nr. 1, Nur noch 60 Sekunden und in der Ocean’s-Eleven-Trilogie mit. 2005 war er in dem Actionfilm Into the Blue an der Seite von Paul Walker zu sehen, mit dem er schon in Varsity Blues aufgetreten war. Nach diesem Erfolg wurde Caan für Filmprojekte wie Friends with Money, Lonely Hearts Killers und Brooklyn Rules als Nebendarsteller engagiert. Die Einspielergebnisse dieser Filme blieben zwar hinter den Erwartungen zurück, doch brachten sie Caan einige positive Kritiken ein.
In den letzten Staffeln der Serie Entourage spielte Caan eine regelmäßige Nebenrolle als Erics Geschäftspartner Scott Lavin.
In Hawaii Five-0, der Neuauflage von Hawaii Fünf-Null, spielt Caan die Hauptrolle des Danny „Danno“ Williams. Seine Darstellung brachte ihm 2011 eine Golden-Globe-Nominierung als bester Nebendarsteller ein. Zwei Jahre später wurde er zu den Teen Choice Awards 2013 in der Sparte TV Actor: Action nominiert. In der Folge „Feuerwerk“ (2x18) der Serie Hawaii Five-0 hatte sein Vater James Caan einen Gastauftritt.
Im Januar 2014 erschien das Lord Steppington betitelte Kollaborationsalbum der Rapper The Alchemist und Evidence. Caan schrieb und rappte für den Song Byron G eine Strophe.
Caan arbeitet auch als Fotograf. 2009 erschien sein Fotobildband Scott Caan Photographs, Vol. 1. Im Oktober 2014 erschien ein zweiter Band mit Caans Fotografien unter dem Titel Vanity.
2012 veröffentlichte Scott Caan die selbst geschriebenen Theaterstücke Two Wrongs und No Way Around But Through. 2015 veröffentlichte er The Performance of Heartbreak, das Buch beinhaltet mehrere seiner Stücke.

## Filmografie (Auswahl)
- 1995: Aaron Gilles Pie Will Make You A Star
- 1995: A Boy Called Hate
- 1996: Last Resort
- 1997: Bongwater
- 1997: Nowhere
- 1998: Wild Horses
- 1998: Der Staatsfeind Nr. 1 (Enemy of the State)
- 1999: Varsity Blues
- 1999: Saturn
- 1999: Black and White
- 2000: Risiko – Der schnellste Weg zum Reichtum (Boiler Room)
- 2000: Ready to Rumble
- 2000: Nur noch 60 Sekunden (Gone in Sixty Seconds)
- 2001: American Outlaws
- 2001: Ocean’s Eleven
- 2001: Novocaine – Zahn um Zahn (Novocaine)
- 2002: Sonny
- 2003: Dallas 362
- 2004: Ocean’s 12 (Ocean’s Twelve)
- 2004: U-Boat (In Enemy Hands)
- 2005: Into the Blue
- 2006: Freunde mit Geld (Friends with Money)
- 2006: Lonely Hearts Killers (Lonely Hearts)
- 2006: The Dog Problem
- 2007: Brooklyn Rules
- 2007: Ocean’s 13 (Ocean’s Thirteen)
- 2008: Mensch, Dave! (Meet Dave)
- 2009: Im tiefen Tal der Superbabes  (Deep in the Valley)
- 2009: Mercy
- 2009–2011: Entourage (Fernsehserie, 19 Folgen)
- 2010: A Beginner’s Guide to Endings
- 2010–2020: Hawaii Five-0 (Fernsehserie, 208 Folgen)
- 2012: Navy CIS: L.A. (NCIS: Los Angeles, Fernsehserie, Folge 3x21)
- 2013: 3 Geezers!
- 2015: Rock the Kasbah
- 2016: All At Once
- 2023–2025: Alert: Missing Persons Unit (Fernsehserie)
- 2023: One Day as a Lion (auch Drehbuch)

## Fotografie
- Scott Caan/Howard Nourmand (Herausgeber): Scott Caan Photographs, Vol. 1, Rat Press 2009. ISBN 0-9818056-0-4.
- Scott Caan/Howard Nourmand (Herausgeber): Vanity, Reel Art Press Limited, 2014. ISBN 978-1-909526-16-7.